# Bāz Khāneh
Bāz Khāneh (persiska: باز خانه) är en ort i Iran.   Den ligger i provinsen Nordkhorasan, i den nordöstra delen av landet, 600 km öster om huvudstaden Teheran. Bāz Khāneh ligger 1 222 meter över havet och antalet invånare är 165.
Terrängen runt Bāz Khāneh är kuperad söderut, men norrut är den platt. Runt Bāz Khāneh är det ganska glesbefolkat, med 27 invånare per kvadratkilometer. Närmaste större samhälle är Bojnourd, 8,3 km norr om Bāz Khāneh. Omgivningarna runt Bāz Khāneh är i huvudsak ett öppet busklandskap.